# TVCOM
TVCOM (acrônimo de TV Comunidade) foi uma emissora de televisão brasileira sediada na cidade de Porto Alegre, capital do estado do Rio Grande do Sul. Operava nos canais 36 UHF analógico e 36 da operadora de TV a cabo NET. Pertencia ao Grupo RBS, um grande conglomerado gaúcho que controla, dentre outros veículos, as emissoras da RBS TV, da qual reprisava algumas produções. Com a proposta de ser um canal comunitário, a TVCOM foi inaugurada em 1995 através do Serviço Especial de Televisão por Assinatura (TVA), tendo sua programação na TV aberta exibida durante um período do dia.
Devido a mudanças ocorridas no Grupo RBS, o canal foi extinto em 2015 para dar lugar ao projeto OCTO, que por sua vez foi descontinuado no ano seguinte por conta da baixa repercussão. A emissora contava também com uma sucursal em Florianópolis, Santa Catarina, que operou entre 2000 e 2017.

## História

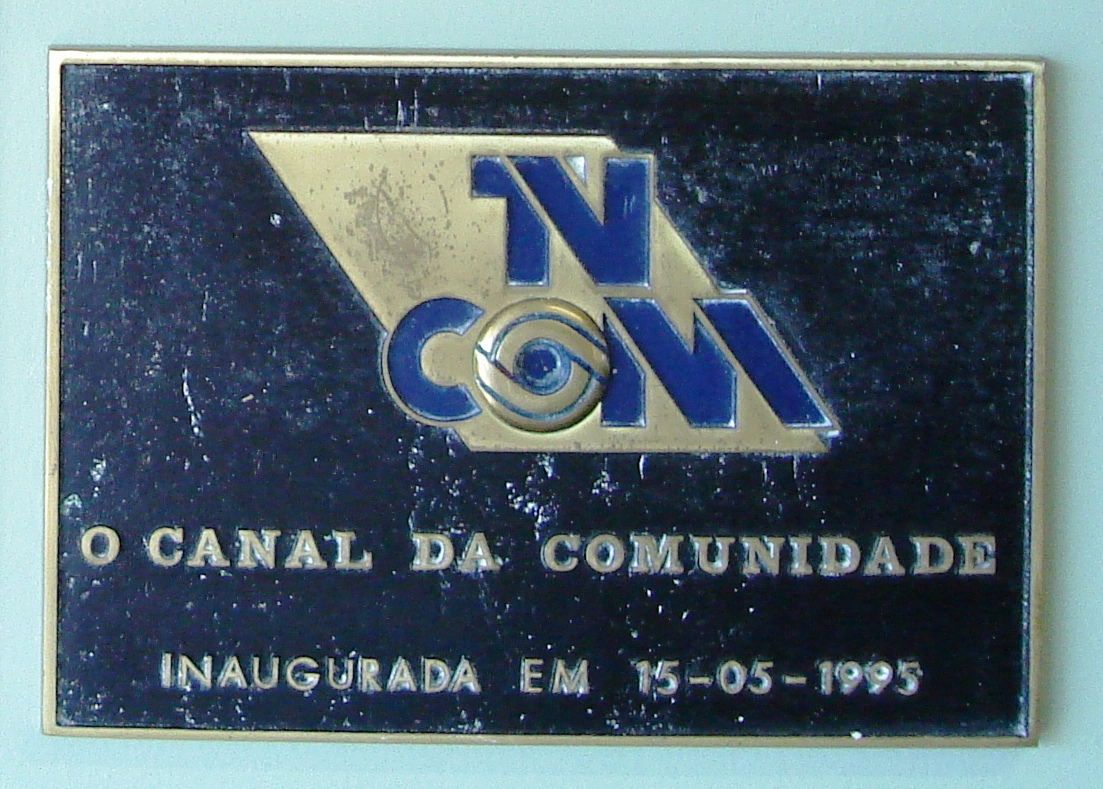
Placa de inauguração da TVCOM, em Porto Alegre.

A ideia de projetar um canal comunitário surgiu durante a década de 1990, após profissionais do Grupo RBS realizarem, durante dois anos, pesquisas a respeito de programas de emissoras estrangeiras, que atuavam em âmbito local. Pesquisas também são feitas para definir as atrações de sua futura emissora. Assim, é cedido o canal 36 UHF, frequência que possibilitaria, também, a transmissão via TV a cabo e MMDS pela NET, enquanto a transmissão em sinal aberto funcionaria de forma parcial, o que não dificultou a rápida negociação com os anunciantes. O grupo investiu US$ 2.000.000,00 na criação do canal, sendo esperado um retorno de US$ 1.600.000,00 de faturamento. A TVCOM é inaugurada em 15 de maio de 1995, sendo transmitida para onze cidades da Região Metropolitana de Porto Alegre. Em 2000, uma sucursal da emissora chega a Florianópolis, em Santa Catarina, transmitindo apenas pela NET, também com programação local.

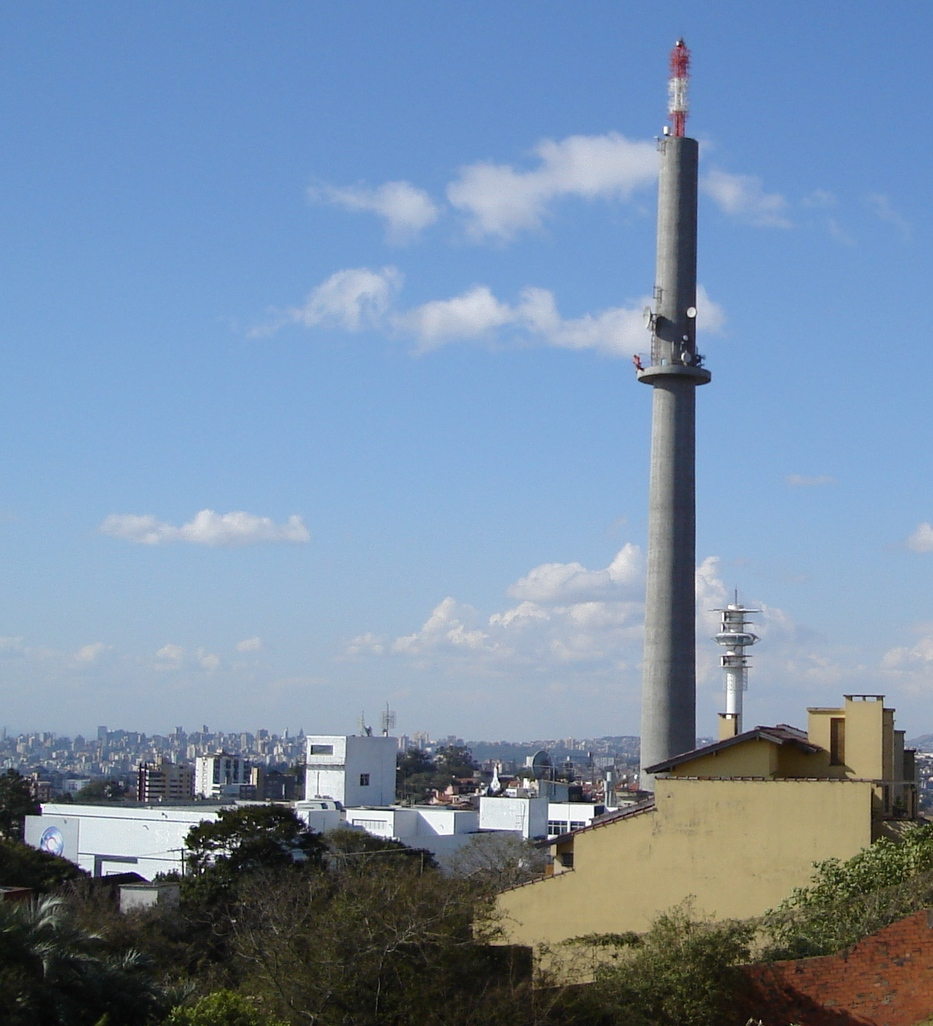
Torre de transmissão das emissoras do Grupo RBS, em Porto Alegre.

Em 2015, é decidido que a TVCOM deveria ser substituída por um novo projeto para a televisão, já que o canal vinha sofrendo com os cortes no quadro de funcionários do Grupo RBS desde o ano anterior. Durante o mês de novembro, reprises de programas da emissora e entrevistas com convidados que debatiam os principais acontecimentos do estado durante o período em que a emissora funcionou foram levadas ao ar. O nome escolhido para o novo projeto foi OCTO, e seu lançamento ocorreu às 19h de 23 de novembro, encerrando as operações da TVCOM no Rio Grande do Sul. A marca continua sendo utilizada na emissora de Santa Catarina.
Em 7 de março de 2016, é oficializada a venda dos veículos do Grupo RBS em Santa Catarina, incluindo a TVCOM, para o Grupo NC, porém mantendo seu nome e toda a sua programação. Em 27 de janeiro de 2017, é anunciado o fim das operações do canal em fevereiro e que parte da equipe iria ser realocada dentro das empresas do grupo. Antes de sair do ar, uma tarja informava aos telespectadores que a emissora seria encerrada em 27 de fevereiro. À meia-noite, a programação é retirada do ar em definitivo.